# Dramapedagog
Dramapedagog är ett yrke som finns i många länder och som använder sig av dramapedagogik. Dramapedagoger kan arbeta inom flera olika fält och med olika ålderskategorier, från dramalek med små barn till forumspel med vuxna.

## Ursprung
Ordet drama härstammar från antikens Grekland och betydde ursprungligen "handling". Dramapedagoger sysslar inte alltid med drama som konstform (teater/film) utan utgår från den mer ursprungliga innebörden av uttrycket. Drama är att "gestalta genom handling". Förhållandet mellan drama som konst och den pedagogiska aspekten, dramapedagogik,  är dock något som diskuterats inom dramapedagogiken under flera decennier.  

## Utbildning
För närvarande finns det två dramapedagogutbildningar i Sverige. De finns på Västerbergs folkhögskola i Gästrikland och på Blekinge folkhögskola. Utbildningen är tvåårig. Genom ett samarbete med Högskolan i Gävle kan en filosofie kandidatexamen ges. Någon internationell motsvarighet till den svenska dramapedagogutbildningen finns inte. Den engelska yrkesbenämningen  är "drama teacher" och utbildningen är i allmänhet just en lärarutbildning. I Sverige har man velat betona att arbetsfältet är vidare än skolan. Historiskt har den svenska dramapedagogutbildningen utvecklats i och genom folkbildningsrörelsen och inte som ett initiativ inom lärarutbildningen.

## Arbete
Arbetsplatser för dramapedagoger är framförallt hela skolsektorn, kulturskola, amatörteaterverksamhet, eller vårdinstitutioner. Kurser i drama finns på folkhögskolor och universitet.
Dramapedagoger organiseras exempelvis genom lärarförbundet, de dramapedagoger som är medlemmar i Lärarförbundet är dubbelanslutna till Teaterförbundet.

## Riksorganisation
Riksorganisationen auktoriserade dramapedagoger (RAD) arbetar förutom med att auktorisera dramapedagoger, även med att sprida information om drama. RAD ger ut tidningen DramaForum. 

## Betydande personer
- Augusto Boal
- Jerzy Grotowski
- Keith Johnstone
- Viola Spolin
- Margreta Söderwall
- Dorothy Heathcote
- Gavin Bolton
- Anita Grünbaum
- Elsa Olenius